# Łukta
Łukta (Duits: Locken) is een dorp in het Poolse woiwodschap Ermland-Mazurië, in het district Ostródzki. De plaats maakt deel uit van de gemeente Łukta en telt 1000 inwoners.